# Козель, Манзует Иоганн
Манзует Иоганн Козель (нем. Mansuet Johann Kosel; 26 августа 1856 — 22 августа 1919) — австро-венгерский государственный деятель, министр финансов Цислейтании в 1904—1906.

## Жизнь и карьера
Проходил обучение в Терезианской академии и Венском университете, с 1880 — доктор наук. В 1878 году поступил на государственную службу, работал в органах прокуратуры Нижней Австрии. В 1882 году перешёл на работу в министерство торговли. С 1896 — советник министра, с 1900 — начальник отдела почтовых сборов. В 1901 году назначен шефом секции министерства.
В 1904 году назначен министром в правительстве Эрнеста фон Кёрбера, сохранил свой пост в правительствах Пауля Гауча фон Франкентурна и Конрада цу Гогенлоэ-Шиллингсфюрста. Являлся сторонником мягкой финансовой политики, финансирования государственных расходов, обусловленных государственными интересами.